# Jona Niemiec
Jona Niemiec (Lüdenscheid, 19 settembre 2002) è un calciatore tedesco, attaccante del Fortuna Düsseldorf.

## Carriera
Niemiec ha iniziato la sua carriera calcistica nel 2020 con lo Sprockhövel in Oberliga per poi passare al Fortuna Düsseldorf l'anno successivo.
Inizialmente assegnato alla seconda squadra, l'8 febbraio 2023 ha fatto il suo esordio nella seconda divisione tedesca nell'incontro di DFB-Pokal perso ai rigori contro il Norimberga proprio a causa di un suo errore.
Il 24 febbraio seguente ha segnato il suo primo gol nel successo casalingo per 3-1 sull'Eintracht Braunschweig.

## Statistiche

### Presenze e reti nei club
Statistiche aggiornate al 23 ottobre 2024.
| Stagione        | Squadra            | Campionato      | Campionato | Campionato | Coppe nazionali | Coppe nazionali | Coppe nazionali | Coppe continentali | Coppe continentali | Coppe continentali | Altre coppe | Altre coppe | Altre coppe | Totale | Totale | Totale |
| Stagione        | Squadra            | Comp            | Pres       | Reti       | Comp            | Pres            | Reti            | Comp               | Pres               | Reti               | Comp        | Pres        | Reti        | Pres   | Reti   |        |
| --------------- | ------------------ | --------------- | ---------- | ---------- | --------------- | --------------- | --------------- | ------------------ | ------------------ | ------------------ | ----------- | ----------- | ----------- | ------ | ------ | ------ |
| 2020-2021       | Sprockhövel        | OL              | 7          | 3          | -               | -               | -               | -                  | -                  | -                  | -           | -           | -           | 7      | 3      |        |
| 2021-2022       | F. Düsseldorf II   | RL              | 28         | 8          | -               | -               | -               | -                  | -                  | -                  | -           | -           | -           | 28     | 8      |        |
| 2022-2023       | F. Düsseldorf II   | RL              | 17         | 6          | -               | -               | -               | -                  | -                  | -                  | -           | -           | -           | 17     | 6      |        |
| 2023-2024       | F. Düsseldorf II   | RL              | 5          | 2          | -               | -               | -               | -                  | -                  | -                  | -           | -           | -           | 5      | 2      |        |
| 2022-2023       | Fortuna Düsseldorf | 2L              | 12         | 1          | CG              | 1               | 0               | -                  | -                  | -                  | -           | -           | -           | 13     | 1      |        |
| 2023-2024       | Fortuna Düsseldorf | 2L              | 28+2       | 3+0        | CG              | 4               | 2               | -                  | -                  | -                  | -           | -           | -           | 34     | 5      |        |
| 2024-2025       | Fortuna Düsseldorf | 2L              | 9          | 2          | CG              | 1               | 0               | -                  | -                  | -                  | -           | -           | -           | 10     | 2      |        |
| Totale carriera | Totale carriera    | Totale carriera | 108        | 25         |                 | 6               | 2               |                    | -                  | -                  |             | -           | -           | 124    | 27     |        |